# Бояркін Ігор Олексійович
Ігор Олексійович Бояркін (нар. 13 червня 1995, Дружківка, Україна) — український професіональний баскетболіст. Гравець Національної збірної України з баскетболу та капітан баскетбольного клубу Харківські Соколи.

## Клубна кар'єра
В вересні 2019 підписав контракт з баскетбольним клубом Харківські Соколи.